# Lecidea alpestris
Lecidea alpestris är en lavart som beskrevs av Søren Christian Sommerfelt. Lecidea alpestris ingår i släktet Lecidea, och familjen Lecideaceae. Arten är reproducerande i Sverige.